# Dorożnyj (rejon wołogodzki)
Dorożnyj (ros. Дорожный) – wieś w Rosji, w rejonie wołogodzkim obwodu wołogodzkiego. W 2010 r. liczyła 688 mieszkańców.